# Dolnokamská přehradní nádrž
Dolnokamská přehradní nádrž (rusky Нижнекамское водохранилище, tatarsky Түбән Кама сусаклагычы) je přehradní nádrž na území Tatarstánu a Udmurtské republiky v Rusku. Měla mít rozlohu 2580 km², délku 270 km a objem 12,9 km³. Při současném naplnění na hodnotu 62 m má rozlohu 1080 km² a objem 2,9 km³. Mělčiny s hloubkami do 2 m tvoří 49 % rozlohy. Plocha povodí je 366 000 km². Maximální šířka je 15 km, průměrná 4 km. Délka korytem Kamy je 185 km a korytem Belaji 157 km. Průměrná hloubka je 3,3 m a maximální 20 m.

## Vodní režim
Nádrž na řece Kamě za hrází Nižněkamské vodní elektrárny se začala naplňovat v roce 1979 a je naplněna na částečnou úroveň 62 m (projektováno bylo 68 m). Reguluje denní a týdenní kolísání průtoku k hydrouzlu. Využívá se především pro energetiku. Na břehu se nachází čtyři měřící stanice (Krasnyj Bor, Iževka, Mendělejevsk, Naberežnyje Čelny).